# Papestra quadriposita
Papestra quadriposita är en fjärilsart som beskrevs av Zetterstedt 1840. Papestra quadriposita ingår i släktet Papestra och familjen nattflyn. Inga underarter finns listade i Catalogue of Life.